# Augusto Duchoqué-Lambardi
Augusto Duchoqué-Lambardi (Portoferraio, 5 luglio 1813 – Firenze, 13 dicembre 1893) è stato un politico italiano.
Nasce a Portoferraio il 5 luglio 1813 da Teresa Rutigni e dal Colonnello Alessandro Duchoqué di Tournai (Belgio), che pochi mesi prima (28 maggio) era morto in combattimento presso Hoyerswerda al comando di un battaglione dell'esercito Napoleonico. Il parto avvenne presso la casa di Pasquale Lambardi che ne chiederà successivamente l'adozione.